# Sinaloa
Sinaloa és un dels 31 estats de Mèxic. Limita al nord amb Sonora, al nord-est amb Chihuahua, a l'est amb Durango, al sud amb Nayarit, i a l'oest amb l'oceà Pacífic i el Golf de Califòrnia, el qual també és conegut com a Mar de Cortes.
La història geogràfica de Sinaloa s'emmarca en el límit nord de Mesoamèrica, amb un desenvolupament cultural especialment rellevant al sud i al centre, en zones vallenques i costaneres. Abans de l'arribada espanyola, el territori que avui dia ocupa Sinaloa va estar poblat per diversos pobles que es caracteritzaven per una diferenciació lingüística —si bé amb certs aspectes dialectals compartits.
Amb la independència de Mèxic, es va formar l'estat intern occidental. El 1830 aquest estat es va dividir en els estats actuals de Sinaloa i Sonora, al nord.
La principal activitat econòmica de l'estat és l'agricultura i la pesca; de fet, Sinaloa és considerat "El Graner de Mèxic". L'estat compta amb 11 rius i 11 preses, a més de nombrosos ports pesquers. Els productes agrícoles principals són blat de moro, blat, cigró, canya de sucre, patata, cacauet, meló, mango, tomàquet, cogombre, carabassa i síndria. La indústria processadora d'aliments de l'estat és una de les més importants, i per la seva localització, una de les més estratègiques de Nord-amèrica. El centre agrícola de l'estat és la ciutat de Los Mochis. La segona activitat econòmica és el turisme, concentrat a les costes, de la qual el port de Mazatlán és la primera destinació turística de l'estat.